# البطولة الوطنية للرأس الأخضر 2010
البطولة الوطنية للرأس الأخضر 2010 (بالبرتغالية: Campeonato Cabo-Verdiano de Futebol de 2010‏) هو الموسم 31 من البطولة الوطنية للرأس الأخضر. كان عدد الأندية المشاركة فيه 12، وفاز فيه نادي بوافيستا ‏.